# Волоочко бамбукове
Волоо́чко бамбукове (Thryorchilus browni) — вид горобцеподібних птахів родини воловоочкових (Troglodytidae). Мешкає в Коста-Риці і Панамі. Це єдиний представник монотипового роду Бамбукове волоочко (Thryorchilus).

## Опис

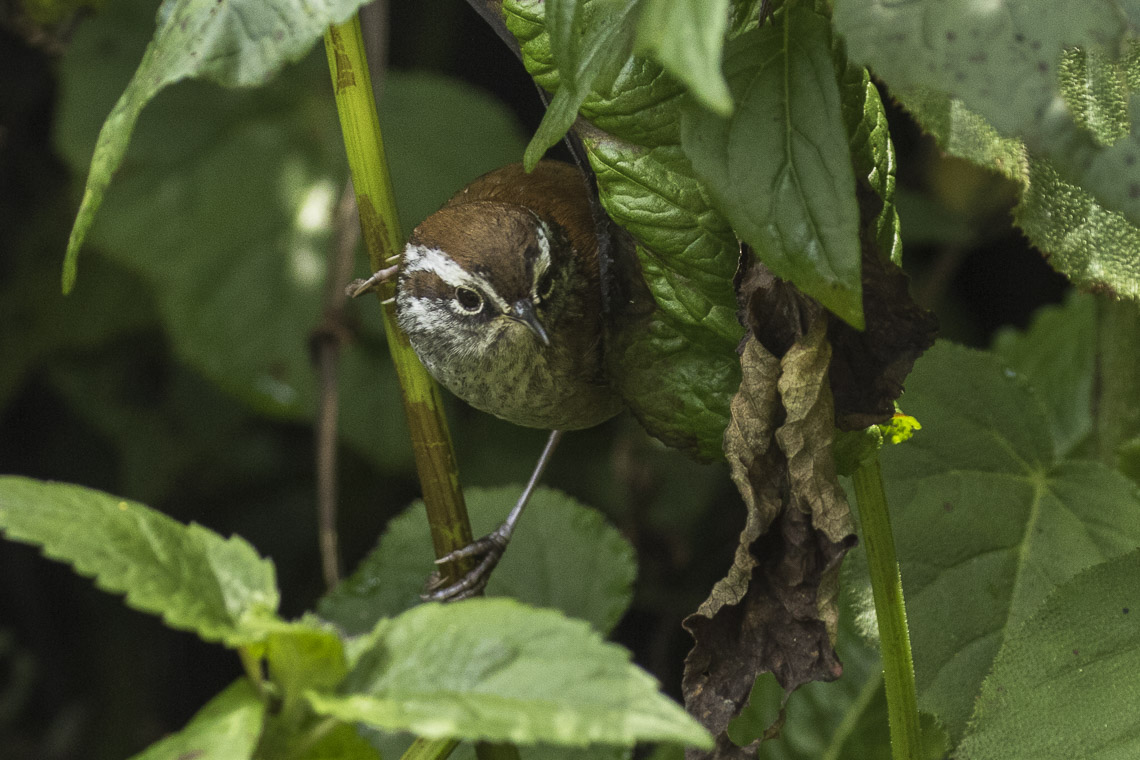
Бамбукове волоочко

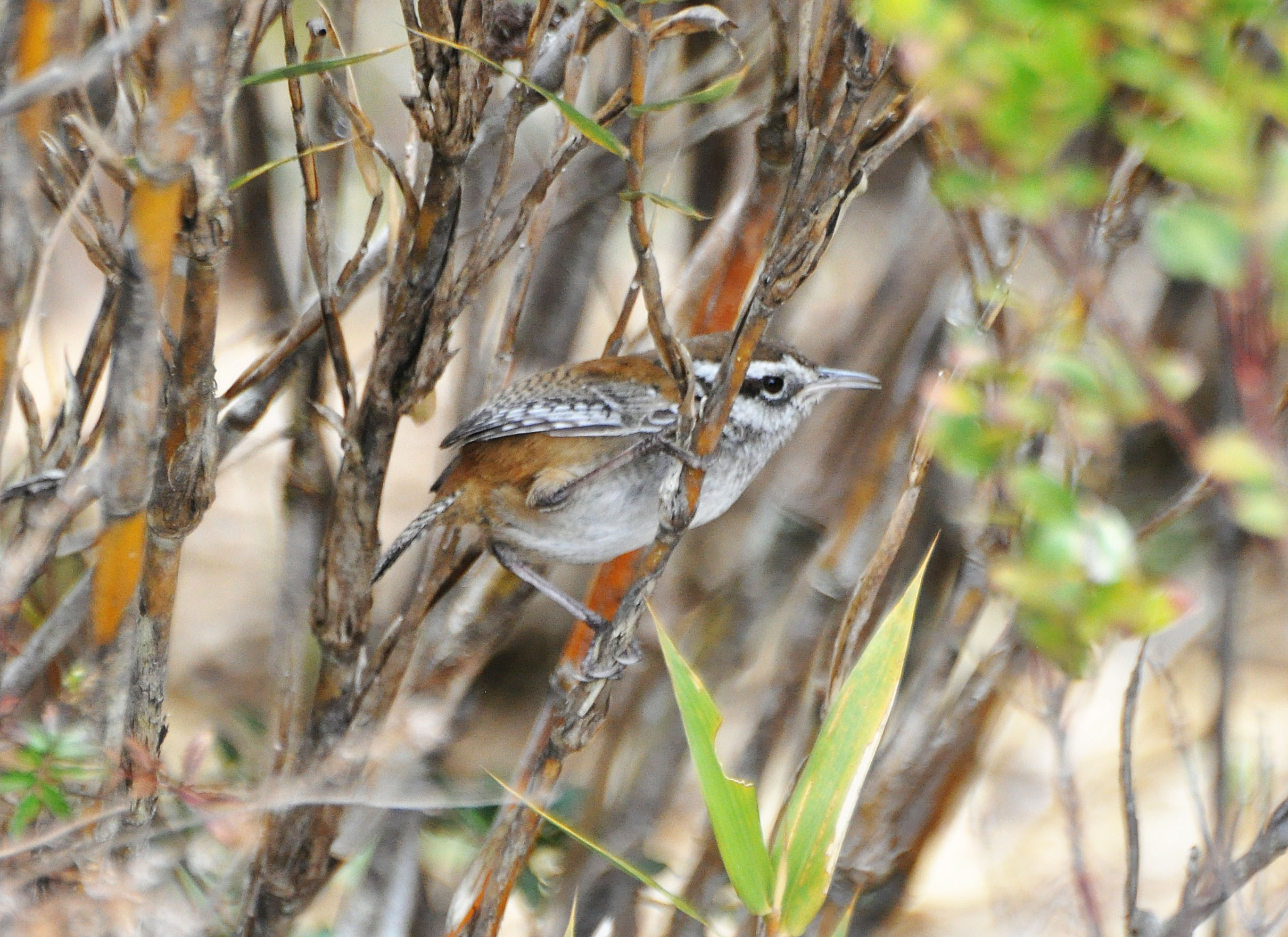
Бамбукове волоочко

Довжина птаха становить 10 см, вага 14 г. Верхня частина голови і верхня частина тіла каштанові, хвіст рудувато-коричневий, поцяткований вузькими темними смужками. Над очима широкі білуваті "брови", за очима шоколадно-коричневі смуги, щоки сіруваті, поцятковані вузькими чорними смужками. Нижня частина тіла біла, нижня частина живота коричнева, боки і гузка рудувато-коричневі. Очі карі, дзьоб зверху чорний, знизу тілесного кольору. Лапи коричневі. Виду не притаманний статевий диморфізм. у молодих птахів нижня частина тіла сіра, пера на грудях і животі мають чорнуваті края, що формують лускоподібний візерунок. Плями на обличчі менш помітні.

## Поширення і екологія
Бамбукові волоочки мешкають в горах Коста-Рики і західної Панами. Вони живуть на високогірних луках парамо, у високогірних бамбукових і чагарникових заростях та на узліссях гірських тропічних лісів. Зустрічаються на висоті від 2200 до 3600 м над рівнем моря. Живляться дрібними комахами, гусінню і павуками. Сезон розмноження триває з квітня по червень. Гніздо має кулеподібну форму з бічним входом, робиться з бамбуового листя, встелюється м'яким матеріалм, розміщується на висоті від 1 до 3 м над землею в бамбукових заростях або чагарниках. В кладці 2 яйця.